# Tratatul Antarcticii
Tratatul Antarcticii, împreună cu o serie de alte tratate colaterale, reglementează relațiile internaționale în raport cu Antarctida, singurul continent de pe Pământ fără populație umană băștinașă. În acest tratat, Antarctica este definită ca fiind tot uscatul, împreună cu banchizele aflate la sud de paralela de 60° latitudine sudică. Tratatul, care a intrat în vigoare în 1961 fiind semnat în total de 47 de țări, face din Antarctica o rezervație științifică, stabilește libertatea de cercetare științifică și interzice activitățile militare pe continent. Tratatul a fost primul acord de control al armamentului semnat în timpul Războiului Rece. Sediul Secretariatului Tratatului Antarcticii se află la Buenos Aires, Argentina, începând cu luna septembrie 2004.

## Stipulări și semnare
Tratatul principal a fost deschis pentru semnare la 1 decembrie 1959, și a intrat oficial în vigoare la 23 iunie 1961. Primii semnatari au fost cele 12 țări active în Antarctica în timpul Anului Geofizic Internațional 1957–1958 și care au acceptat invitația Statelor Unite la conferința la care acesta a fost negociat. Cele 12 țări aveau interese semnificative în Antarctica la acea vreme: Argentina, Australia, Belgia, Chile, Franța, Japonia, Noua Zeelandă, Norvegia, Africa de Sud, Uniunea Sovietică, Regatul Unit și Statele Unite. Aceste țări înființaseră peste 50 de stații antarctic pentru AGI.

### Articolele Tratatului Antarcticii
Obiectivul principal al tratatului este cel de a asigura în interesul întregii omeniri că Antarctica va continua să fie pentru totdeauna utilizată exclusiv în scopuri pașnice și că nu va deveni scena sau obiectul discordiei internaționale. Tratatul interzice orice măsură de natură militară, dar nu și prezența personalului militar.
- Articolul 1: Aria va fi utilizată exclusiv în scopuri pașnice; activitățile militare, cum ar fi testarea de arme, sunt interzise, iar personalul și echipamentele militare pot fi utilizate numai în scop de cercetare științifică sau în alte scopuri pașnice;
- Articolul 2: Libertatea de cooperare și cercetare științifică va continua;
- Articolul 3: Libertatea schimbului de informații și personal în cooperare cu Națiunile Unite și cu alte agenții internaționale;
- Articolul 4: Tratatul nu recunoaște, nu contestă și nu stabilește revendicări privind suveranitatea teritorială; cât timp tratatul este în vigoare, nu se vor ridica noi revendicări teritoriale;
- Articolul 5: Tratatul interzice exploziile nucleare și deversarea de deșeuri radioactive;
- Articolul 6: Tratatul acoperă tot uscatul și banchizele de gheață aflate la sud de paralela de 60 de grade latitudine sudică, nu însă și apele înconjurătoare;
- Articolul 7: Statele semnatare cu statut de observator au liber acces inclusiv la observații aeriene asupra oricărei zone și pot inspecta orice stație, instalație și echipament; trebuie să se dea notificări în avans pentru orice activități și pentru introducerea de personal militar;
- Articolul 8: Permite fiecărui stat să aibă jurisdicție asupra propriilor observatori și cercetători;
- Articolul 9: Între statele membre au loc întâlniri consultative frecvente;
- Articolul 10: Toate statele semnatare vor descuraja activitățile desfășurate în Antarctica, contrare tratatului, ale oricărei țări
- Articolul 11: Toate disputele vor fi rezolvate pe cale pașnică de părțile implicate sau, în cazuri extreme, de Curtea Internațională de Justiție;
- Articolele 12, 13, 14: Tratează respectarea, interpretarea și amendarea tratatului de către statele semnatare.

### Alte acorduri

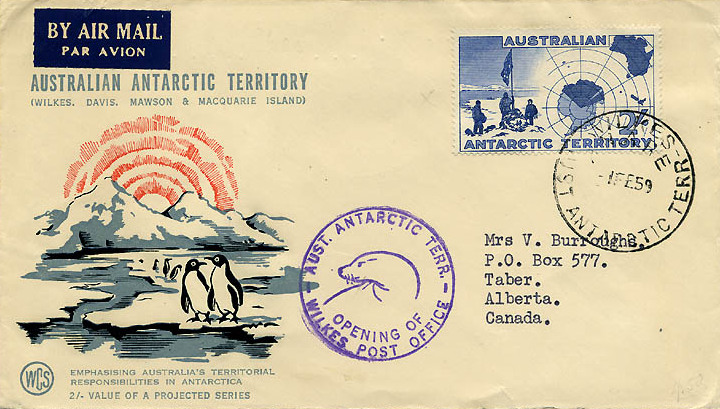
Plic din 1959 ce comemorează deschiderea oficiului poștal Wilkes din Teritoriul Antarctic Australian.

Printre alte acorduri — circa 200 de recomandări adoptate la ședințele consultative ale tratatului și ratificate de guverne — se numără:
- Măsuri pentru Conservarea Faunei și Florei Antarctice (1964) (intrat în vigoare în 1982)
- Convenția pentru Conservarea Focilor Antarctice (1972)
- Convenția pentru Conservarea Resurselor Vii Marine din Antarctica (1980)
- Convenția privind Reglementarea Activităților în domeniul Resurselor Minerale din Antarctica (semnat în 1988, neintrat în vigoare) prin care se stabilește un regulament pentru exploatarea economică a continentului, care presupune extragerea de minereuri și foraje petroliere, activități care să fie monitorizate pentru prevenirea unui impact nefavorabil asupra mediului.[4]
- Protocolul de Protecția Mediului pe lângă Tratatul Antarcticii a fost semnat la 4 octombrie 1991 și a intrat în vigoare la 14 ianuarie 1998; acest acord împiedică dezvoltarea și asigură protecția mediului antarctic prin cinci anexe dedicate poluării marine, faunei și florei, evaluărilor de impact ecologic, gestionării deșeurilor, respectiv zonelor protejate. El interzice orice activitate legată de resursele minerale cu excepția celor științifice. O a șasea anexă — privind responsabilității în cazul urgențelor ecologice — a fost adoptată în 2005 dar nu a intrat încă în vigoare.

## State membre
semnatare, consultative, cu revendicări teritoriale
     semnatare, consultative, fără revendicări teritoriale, dar care și-au rezervat dreptul de a ridica astfel de revendicări
     semnatare, consultative
     semnatare, aderate
     non-signatory

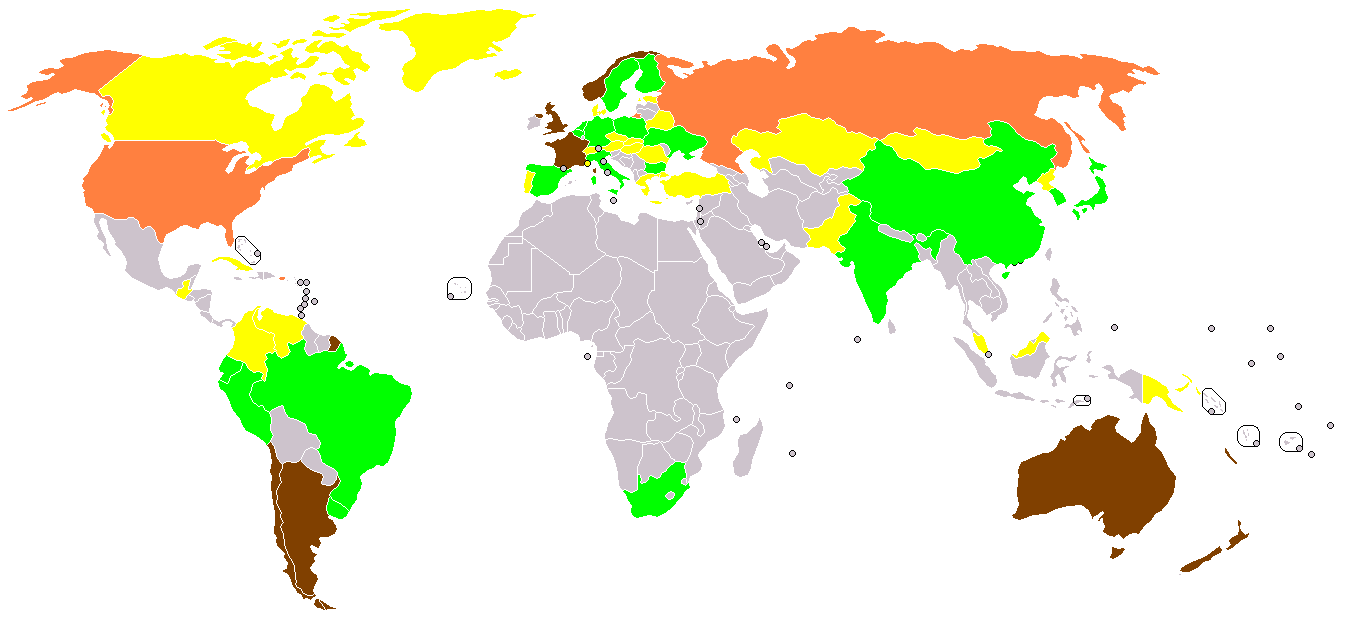
semnatare, consultative, cu revendicări teritoriale
semnatare, consultative, fără revendicări teritoriale, dar care și-au rezervat dreptul de a ridica astfel de revendicări
semnatare, consultative
semnatare, aderate
non-signatory

În 2007, existau 46 de state membre ale tratatului: 28 consultative și 18 care doar au aderat. Printre membrii consultativi se numără cele șapte țări care au revendicat teritorii din Antarctica,(fapt care încalcă articolul 4 din tratat). Cele 21 de state fără revendicări fie nu recunosc revendicările celorlalte, fie nu s-au pronunțat.
Statele membre ale tratatului sunt cele din lista de mai jos.
| Țară                                                         | Semnatarii inițiali | Consultative                   | Aderare                            |
| ------------------------------------------------------------ | ------------------- | ------------------------------ | ---------------------------------- |
| Argentina (revendicare)*                                     | 23 iunie 1961       | 23 iunie 1961                  |                                    |
| Australia (revendicare)                                      | 23 iunie 1961       | 23 iunie 1961                  |                                    |
| Austria                                                      |                     |                                | 25 august 1987                     |
| Belarus                                                      |                     |                                | 27 decembrie 2006                  |
| Belgia                                                       | 26 iulie 1960       | 26 iulie 1960                  |                                    |
| Brazilia                                                     |                     | 12 septembrie 1983             | 16 mai 1975                        |
| Bulgaria                                                     |                     | 25 mai 1998                    | 11 septembrie 1978                 |
| Canada                                                       |                     |                                | 4 mai 1988                         |
| Chile (revendicare)*                                         | 23 iunie 1961       | 23 iunie 1961                  |                                    |
| China                                                        |                     | 7 octombrie 1985               | 8 iunie 1983                       |
| Columbia                                                     |                     |                                | 31 ianuarie 1989                   |
| Cuba                                                         |                     |                                | 16 august 1984                     |
| Cehia (ca Cehoslovacia)                                      |                     |                                | 14 iunie 1962                      |
| Danemarca                                                    |                     |                                | 20 mai 1965                        |
| Ecuador                                                      |                     | 19 noiembrie 1990              | 15 septembrie 1987                 |
| Estonia                                                      |                     |                                | 17 mai 2001                        |
| Finlanda                                                     |                     | 9 octobrie 1989                | 15 mai 1984                        |
| Franța (revendicare)                                         | 16 septembrie 1960  | 16 septembrie 1960             |                                    |
| Germania (revendicare) (din 1945) · Germania de Est          |                     | 3 martie 1981 5 octombrie 1987 | 5 februarie 1979 19 noiembrie 1974 |
| Grecia                                                       |                     |                                | 8 ianuarie 1987                    |
| Guatemala                                                    |                     |                                | 31 iulie 1991                      |
| Ungaria                                                      |                     |                                | 27 ianuarie 1984                   |
| India                                                        |                     | 12 septembrie 1983             | 19 august 1983                     |
| Italia                                                       |                     | 5 octombrie 1987               | 18 martie 1981                     |
| Japonia                                                      | 4 august 1960       | 4 august 1960                  |                                    |
| Monaco                                                       |                     |                                | 30 mai 2008                        |
| Țările de Jos                                                |                     | 19 noiembrie 1990              | 30 martie 1967                     |
| Noua Zeelandă (revendicare)                                  | 1 noiembrie 1960    | 1 noiembrie 1960               |                                    |
| Coreea de Nord                                               |                     |                                | 21 ianuarie 1987                   |
| Norvegia (revendicare)                                       | 24 august 1960      | 24 august 1960                 |                                    |
| Papua Noua Guinee                                            |                     |                                | 16 martie 1981                     |
| Peru                                                         |                     | 9 octombrie 1989               | 10 aprilie 1981                    |
| Polonia                                                      |                     | 29 iulie 1977                  | 8 iunie 1961                       |
| România                                                      |                     |                                | 15 septembrie 1971                 |
| Rusia (ca URSS)**                                            | 2 noiembrie 1960    | 2 noiembrie 1960               |                                    |
| Slovacia (ca Cehoslovacia)                                   |                     |                                | 14 iunie 1962                      |
| Africa de Sud                                                | 21 iunie 1960       | 21 iunie 1960                  |                                    |
| Coreea de Sud                                                |                     | 9 octombrie 1989               | 28 noiembrie 1986                  |
| Spania                                                       |                     | 21 septembrie 1988             | 31 martie 1982                     |
| Suedia                                                       |                     | 21 septembrie 1988             | 24 martie 1984                     |
| Elveția                                                      |                     |                                | 15 noiembrie 1990                  |
| Turcia                                                       |                     |                                | 25 ianuarie 1996                   |
| Ucraina                                                      |                     | 27 mai 2004                    | 28 octombrie 1992                  |
| Regatul Unit al Marii Britanii și al Irlandei (revendicare)* | 31 mai 1960         | 31 mai 1960                    |                                    |
| Statele Unite ale Americii**                                 | 18 august 1960      | 18 august 1960                 |                                    |
| Uruguay                                                      |                     | 7 octombrie 1985               | 11 ianuarie 1980                   |
| Venezuela                                                    |                     |                                | 24 mai 1999                        |

* Revendicări suprapuse.

** Drept de revendicare rezervat.